# Нуріт Гірш
Нуріт Гірш (івр. נורית הירש; нар. 13 серпня 1942, Тель-Авів, Ізраїль) — ізраїльська композиторка, піаністка і диригентка. Гірш написала музику до більш ніж 1500 пісень (включаючи сотні дитячих), 14 фільмів (у тому числі «Поліцейський Азулай» і «За гратами») та ряду мюзиклів. Пісня Гірш «А-Ба-Ні-Бі» перемогла на конкурсі Євробачення 1978 року, її творчість удостоєна премії «Скрипка Давида» (1968), премій АКУМ (2000 — за справу життя, 2016 — за особливий внесок у мистецтво для дітей) і Союзу діячів мистецтва Ізраїлю (2016), а також Премії Ізраїлю (2016).

## Біографія
Нуріт Гірш народилася в Тель-Авіві в 1942 році в сім'ї Хілеля і Леї Гірш; її батько був скрипалем і оперним співаком. Нуріт з дитинства займалася класичною музикою по класу фортепіано; вона також любила відвідувати з дідом синагогу, де слухала спів хаззанів. Ще під час навчання в школі вона заробляла як піаністка-акомпаніатор на виступах ізраїльських оперних співаків і на заняттях балетної студії. Закінчивши тель-авівську середню школу «Іроні Алеф», служила в армії, де була членом ансамблю танкових військ.
Після закінчення служби в армії Гірш продовжувала працювати акомпаніатором (її співпрацю з театром «Хамам», що почалася в ці роки, тривала сім років). У 1964—1966 роках вона навчалася по класу фортепіано, композиції та оркестрування в музичної академії ім. Рубіна в Єрусалимі і в цей час вже серйозно зайнялася створенням музики. У 1965 році побачив світ диск тріо на sarida, на якому, серед інших, були записані пісні Гірш «Им омар леха» («Якщо я скажу тобі», написана в 17-річному віці) і «Перах ха-лилах» («Квітка бузку»). Того ж року до програми тріо «Гешер ха-Яркон» була включена пісня Гірш «Кхула ка-халом» («Синя, як мрія»). Наступного року «Перах ха-лилах» став хітом у виконанні Хави Альберштейн. До першого альбому Альберштейн, що вийшов в 1967 році, увійшла ще одна пісня Гірш — «Макхела ализа» («Веселий хор»).
В цей же час почалося співробітництво Гірш з поетами-піснярами Йорамом Тахарлевом і Ехудом Манором, з яким Гірш вже в 1968 році створила шлягер «Ба-шана ха-баа» («Наступного року»). У 1969 році пісня Гірш «Осе шалом би-меромав» («Той, що творить світ в небесах») завоювала третє місце на першому фестивалі хасидської музики, а пісня «Ба-дерех хазара» («По дорозі») на слова Манора виграла пісенний конкурс Радіо Ізраїлю. Аналогічного успіху досягли її пісні «Любов Терези ді Мон» на слова Лії Голдберг у 1970 році і «Ціон, ха-ло тішалі» («Сіон, невже ти не запитаєш») на слова Єхуди Халеві в 1972 році. Починаючи з 1971 року пісні Гірш отримували нагороди на міжнародних фестивалях у Греції, Чилі, Японії та інших країнах.
У 1973 році, коли ізраїльські виконавці вперше брали участь у конкурсі пісні Євробачення, виконувалася пісня Гірш «Ей шам» («Десь там») на слова Ехуда Манора, яка у підсумку посіла четверте місце, а через чотири роки їх пісня «А-Ба-Ні-Бі» у виконанні Ізхара Коена і групи Alphabeta принесла Ізраїлю першу перемогу на цьому конкурсі. Обидва рази оркестром Євробачення диригувала сама Гірш. Дитячі пісні Нуріт Гірш (головним чином, написані у співпраці з Тахарлевом) у виконанні Шулі Хен, Ципі Шавіт, Шломо Ніцан і Ярдени Аразі неодноразово займали призові місця на конкурсах 1970-х і 1980-х років.
З початку 1970-х років Гірш пише музику до фільмів і серіалів, а також до театральних мюзиклів. Серед фільмів, до яких вона написала музику — «Поліцейський Азулай» («Баладу про поліцейського Азулае» сама Хірш називає однією з найбільш пам'ятних у своїй творчості), «За ґратами» (пісню «Дай мені руку» на вірші Шимрит Ор у фільмі виконав Боаз Шарабі) і «Не питай, чи кохаю я» (заголовна пісня з цієї стрічки стала хітом у виконанні Девіда Брози). Надзвичайно популярним став мюзикл «Салах Шабати» за сценарієм Ефраїма Кішона, до якого Гірш також написала музику і який витримав понад 400 вистав на сцені театру «Габіма». У 1992 році на відеокасетах вийшла музична збірка «Диг-Диг-Дуг», що складається з дитячих відеокліпів на музику Гірш і слова Міхаль Хазон. Збірка розійшлася більш ніж 300 тисячним накладом. Популярність касети була настільки велика, що в наступні роки були випущені три збірки-продовження і поставлений театральний спектакль.
До 2016 року Нуріт Гірш створила близько 1600 пісень, написала музику до півтора десятка фільмів і численних телевізійних серіалів і передач. Багато її пісень відносять до золотого фонду пісенної творчості на івриті. Двоє її дітей від Йорама Розенфельда пішли по стопах матері: син Даніні став музикантом-інструменталістом і викладачем джазової музики, а дочка Руті — оперною співачкою.

## Визнання заслуг
У 2016 році Нуріт Гірш була удостоєна Премії Ізраїлю в області пісенної творчості на івриті, а також стала почесним доктором університету імені Бар-Ілана та університету імені Бен-Гуріона. З 2015 року вона є почесною громадянкою Тель-Авіва. Серед інших нагород:
- Премія «Скрипка Давида» газети «Єдіот Ахронот» (1968)
- Премія Ізраїльського товариства композиторів, авторів і видавців (АКУМ) за справу життя (2000)
- Премія імені Розенблюмів мерії Тель-Авіва за кар'єрний внесок у сценічне мистецтво (2014)
- Премія АКУМ ім. Левіна Кіпніса за особливий внесок у мистецтво для дітей (2016)
- Премія ім. Ар'є Айнштейна міністерства культури і спорту Ізраїлю за внесок у пісенну творчість на івриті (2016)
- Премія Спілки діячів мистецтва Ізраїлю за справу життя (2016)